# Globus Blaeu

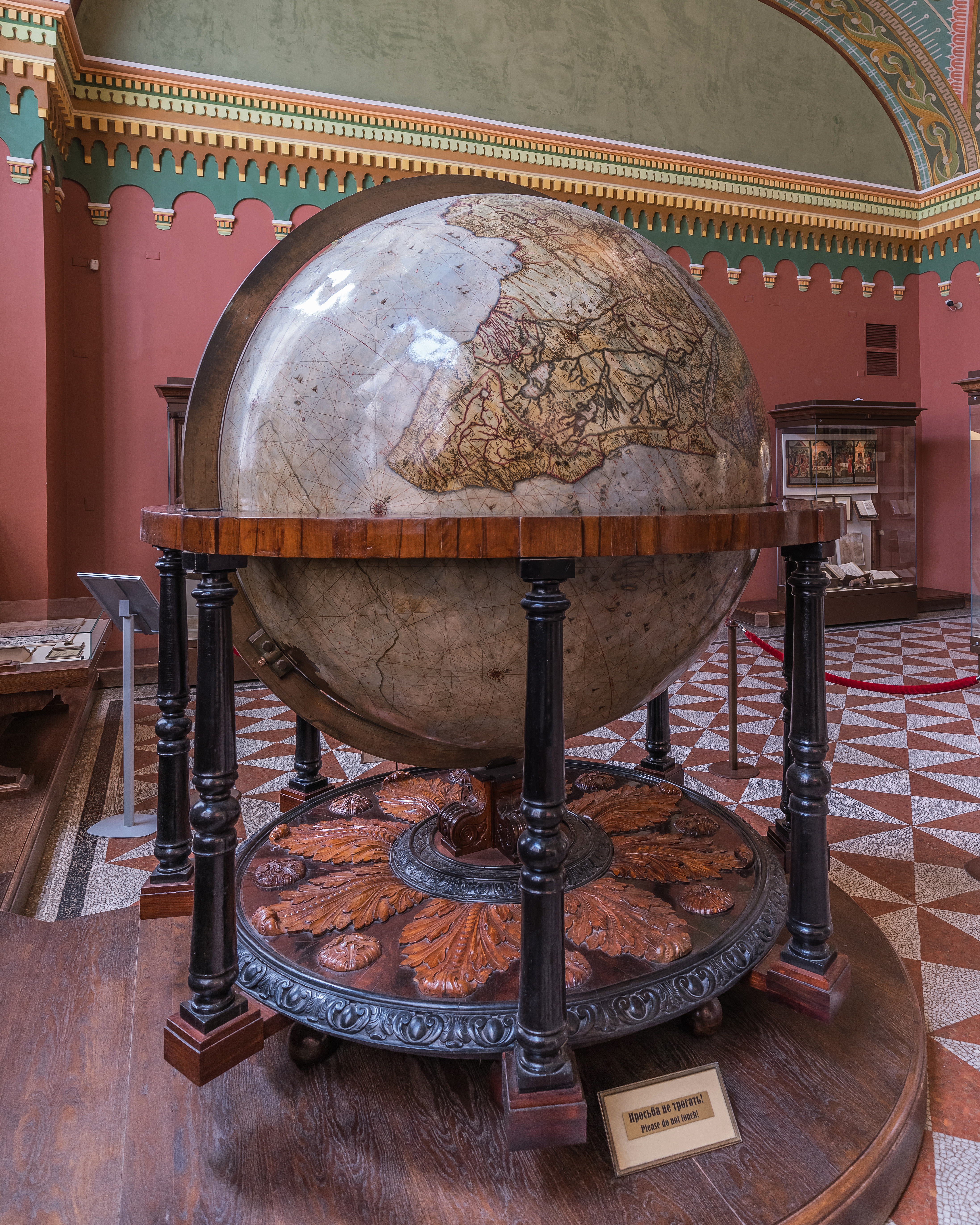
Globus Blaeu im Staatlichen Historischen Museum in Moskau

Der Globus Blaeu (niederländisch [ˈgloːbʊs ˈblʌu]; russisch Глобус Блау/Globus Blau) ist ein aus Kupfer gefertigter Globus auf einem Holzgestell, der Anfang der 1690er Jahre von den Erben des Amsterdamer Kartografen Willem Blaeu für den schwedischen König Karl XII. angefertigt wurde. Dieser Globus hat einen Durchmesser von 1,71 Metern (Maßstab 1 : 7,5 Mio.).
Nachdem Karl XII. sich weigerte den bestellten und speziell für ihn angefertigten Globus zu kaufen, da er zu hohe Ausgaben für den Großen Nordischen Krieg hatte, interessierte sich der russische Gesandte in Amsterdam für diesen seltenen Globus. Wegen des hohen Preises solcher Einzelstücke wurden sie nur auf Bestellung angefertigt. Nach einem Briefwechsel mit Peter I. im Jahre 1708 bezüglich des möglichen Kaufes, trat der russische Gesandte in langwierige Kaufverhandlungen mit dem Verlagshaus Blaeu und handelte den ursprünglich geforderten Preis auf ein Zehntel herunter.
Der russische Zar erwarb 1710 den Globus. Er wurde nach Russland verschickt und im Lefort-Palais (heute als Menschikow-Palais bezeichnet) in Sankt Petersburg aufgestellt. Ein Jahr später wurde der Globus im Glockenturm Iwan dem Großen in Moskau für das Moskauer Publikum ausgestellt. Das war das erste allgemein zugängliche Museum in Moskau.
1733 wurde der Standort des Globus in den Sucharew-Turm verlegt. Dort wurden Geografen der Schule für mathematische und geografische Wissenschaften (russ. Школа математических и навигацких наук) ausgebildet. Der Saal, der für die Unterbringung des Globus an den Turm angebaut wurde, in Richtung Sretenka-Straße (russ. Улица Сретенка), wurde als Globus-Saal bezeichnet.
1752 wurde der Globus in die Kunstkammer nach Sankt Petersburg gebracht. Offensichtlich sollte er dort als Modell für die Wiederherstellung des Gottorfer Riesenglobus dienen, der bei einem Feuer in der zaristischen Kunstkammer, als diese 1747 ausbrannte, sehr schwer beschädigt worden war.
Die Schlitten für diesen Transport entwarf der Architekt Dmitri Uchtomski (* 1719; † 1784; russ. Дмитрий Васильевич Ухтомский).
Im 19. Jahrhundert wurde der Globus Blaeu im Rumjanzew-Museum (russ. Румянцевский музей) ausgestellt. Anfangs war er in Sankt Petersburg, dann in Moskau. 1912 übergab ihn die Verwaltung des Rumjanzew-Museums an das Staatliche Historische Museum Moskau, wo er sich bis heute befindet.
Da Australien zur Entstehungszeit dieses Globus noch nicht vollständig erforscht war, ist es auf dem Globus nur zur Hälfte abgebildet.